# Castelo de Bojnice
O Castelo de Bojnice é um monumento e museu localizado em Bojnice, ao centro da Eslováquia.

## História
O castelo foi mencionado pela primeira vez no ano de 1113, em um documento que se encontra hoje na Abadia de Zobor. Originalmente construído como uma fortaleza de madeira, que foi gradualmente substituída por pedra, Bojnice pertenceu primeiro a Maté Csák, que o recebeu, em 1302, do rei Ladislau V da Hungria. Mais tarde, no século XV, passou para as mãos do rei Matias I. Ele gostava de Bojnice, onde costumava anunciar seus decretos reais abaixo de sua árvore favorita. Um ano antes de sua morte, o rei doou ao seu filho ilegítimo, João Corvino. Os próximos donos foram a família Zápolya (ver João Zápolya). Em 1528, os Thurzo, a família mais rica do norte do reino da Hungria (atual Eslováquia) adquiriu o castelo e realizou uma grande reconstrução deste. A antiga fortaleza transformou-se em um castelo do Renascimento. A partir de 1646, os novos proprietários foram os Palffy, que continuaram com as reformas.
O último dos donos Palffy, João Palffy (1829-1908), realizou uma grande reconstrução entre 1888 e 1909, criando a bela imitação dos castelos franceses do vale do Loire. Ele não só foi o financiador do projeto, como também o arquiteto e designer gráfico, utilizando seu gosto artístico e dedicação à coleção de peças de arte. Contudo, após a sua morte, seus herdeiros venderam a maioria das antiguidades, tapeçarias, desenhos, pinturas e esculturas do castelo e, no dia 25 de fevereiro de 1939, toda a propriedade. O comprador foi Ján Baťa, da firma de sapatos Bata.
Após o ano de 1945, quando o castelo foi confiscado pelo governo da Checoslováquia, tornou-se sede de várias instituições do Estado. Em 9 de maio de 1950, um grande incêndio atingiu-o, mas o governo o reconstruiu por completo. Desde então, um museu foi aberto em Bojnice.